# أويسخت (تينفات)
أويسخت هو دُوَّار يقع بجماعة سيدي احساين، إقليم تارودانت، جهة سوس ماسة في المملكة المغربية. ينتمي الدوّار لمشيخة تينفات التي تضم 21 دوار. يقدر عدد سكانه بـ 29 نسمة حسب الإحصاء الرسمي للسكان والسكنى لسنة 2004.

## روابط خارجية
- البوابة الوطنية للجماعات الترابية
- المندوبية السامية للتخطيط